# Monete euro italiane
     Zona euro
     UE appartenenti agli AEC II
     UE appartenenti agli AEC II con deroga
     UE non appartenenti agli AEC II
     Non UE che usano bilateralmente l'euro
     Non UE che usano unilateralmente l'euro
Le monete euro italiane presentano da un lato la cifra espressa in numeri corrispondente al valore della moneta, insieme ai paesi dell'UE presenta soggetti che rappresentano l'arte e la cultura italiana. Ogni moneta è stata disegnata da un artista differente, da quella da 1 centesimo a quella da 2 euro. Gli artisti sono: Eugenio Driutti, Luciana De Simoni, Ettore Lorenzo Frapiccini, Claudia Momoni, Maria Angela Cassol, Roberto Mauri, Laura Cretara e Maria Carmela Colaneri. Ogni soggetto reca le 12 stelle della bandiera europea e la sigla della Repubblica Italiana, RI. Nessuna moneta in euro italiana porta una data precedente al 2002 (anno dell'introduzione della nuova moneta unica), anche se alcune monete sono state coniate prima di quell'anno, per essere introdotte al pubblico già dal dicembre 2001.
La scelta dei soggetti per la faccia italiana di alcune monete è stata lasciata alla popolazione italiana, tramite una votazione telefonica avvenuta l'8 febbraio 1998 durante la trasmissione televisiva Domenica in, nella quale vennero presentati i soggetti da votare. La moneta da 1 euro, invece, non fu sottoposta a voto, in quanto Carlo Azeglio Ciampi, all'epoca ministro dell'Economia, aveva già deciso che dovesse recare il disegno dell'Uomo vitruviano di Leonardo da Vinci. L'opera di Leonardo è infatti altamente simbolica poiché rappresenta il Rinascimento focalizzato sull'uomo come misura di tutte le cose. Come Ciampi stesso ha osservato, questa rappresenta la "moneta al servizio dell'Uomo" invece dell'Uomo al servizio del denaro.
Come in Finlandia e Paesi Bassi, anche in Italia dal 1º gennaio 2018 viene sospesa la coniatura delle monete da 1 e 2 centesimi. Le monete in circolazione avranno comunque valore legale.

## Faccia nazionale
| 0,01 €                                                   | 0,02 €                                                                                       | 0,05 €                                                                                         |
| -------------------------------------------------------- | -------------------------------------------------------------------------------------------- | ---------------------------------------------------------------------------------------------- |
|                                                          |                                                                                              |                                                                                                |
| Castel del Monte ad Andria                               | La Mole Antonelliana di Torino                                                               | Il Colosseo a Roma                                                                             |
| 0,10 €                                                   | 0,20 €                                                                                       | 0,50 €                                                                                         |
|                                                          |                                                                                              |                                                                                                |
| Particolare della Nascita di Venere di Sandro Botticelli | Forme uniche della continuità nello spazio di Umberto Boccioni                               | Statua equestre di Marco Aurelio sul disegno michelangiolesco di Piazza del Campidoglio a Roma |
| 1,00 €                                                   | 2,00 €                                                                                       | Bordo 2 euro                                                                                   |
|                                                          |                                                                                              |                                                                                                |
| L'uomo vitruviano di Leonardo da Vinci                   | Ritratto di Dante Alighieri ripreso dall'affresco Disputa del Sacramento di Raffaello Sanzio | La sequenza "2 ★" ripetuta sei volte e alternativamente capovolta                              |

## Quantità monete coniate
|                                                                                     | Divisionali FDC | Divisionali FS | Divisionali FDC commemorative | 0,01 €     | 0,02 €     | 0,05 €     | 0,10 €     | 0,20 €     | 0,50 €     | 1,00 €    | 2,00 €    |
| Circolanti                                                                          | Circolanti      | Circolanti     | Circolanti                    | Circolanti | Circolanti | Circolanti | Circolanti |            |            |           |           |
| ----------------------------------------------------------------------------------- | --------------- | -------------- | ----------------------------- | ---------- | ---------- | ---------- | ---------- | ---------- | ---------- | --------- | --------- |
| 2002                                                                                | 150000          | /              | /                             | 1348749500 | 1099016250 | 1341592204 | 1142233000 | 1411686000 | 1136568000 | 965875300 | 463552000 |
| 2003                                                                                | 50000           | 12000          | 50000                         | 9749000    | 21667000   | 1956000    | 29826000   | 26005000   | 44675000   | 66342000  | 36210000  |
| 2004                                                                                | 35000           | 10000          | 30000                         | 100000     | 120000     | 10000      | 5000       | 5000       | 5000       | 5000      | 7000      |
| 2005                                                                                | 25000           | 6600           | 24500                         | 180000     | 120000     | 70000      | 100000     | 5000       | 5000       | 5000      | 62000     |
| 2006                                                                                | 20500           | 5800           | 22000                         | 159000     | 196000     | 119000     | 180000     | 5000       | 5000       | 108000    | 10000     |
| 2007                                                                                | 20000           | 5510           | 19000                         | 215000     | 140000     | 85000      | 105000     | 5000       | 5000       | 135000    | 5000      |
| 2008                                                                                | 20000           | 5000           | 18600                         | 180000     | 135000     | 90000      | 105000     | 5000       | 5000       | 135000    | 2500000   |
| 2009                                                                                | 22000           | 5500           | 18600                         | 175000     | 185000     | 85000      | 106000     | 60000      | 2500000    | 145000    | 2000      |
| 2010                                                                                | 21000           | 5000           | 17000                         | 125489100  | 120288400  | 67659100   | 91369400   | 57828000   | 9250800    | 96574100  | 5829100   |
| 2011                                                                                | 18500           | 5000           | 18000                         | 133691709  | 109158400  | 37096565   | 76119500   | 67758340   | 5000       | 98033010  | 14065890  |
| 2012                                                                                | 11000           | 3990           | 14000                         | 217400000  | 80000      | 62500000   | 97400000   | 5000       | 5000       | 5000      | 27000     |
| 2013                                                                                | 10000           | 2820           | 12000                         | 243460000  | 150100000  | 80000      | 15000      | 15000      | 5000       | 5000      | 10000     |
| 2014                                                                                | 11000           | 2820           | 10600                         | 150000     | 115000     | 40000      | 10000      | 10000      | 5000       | 5000      | 3000      |
| 2015                                                                                | 12000           | 2820           | 11000                         | 220000     | 120000     | 30000      | 10000      | 5000       | 5000       | 5000      | 2000      |
| 2016                                                                                | 10100           | 2040           | 9300                          | 160000     | 140000     | 70000      | 15000      | 5000       | 5000       | 3000      | 2000      |
| 2017                                                                                | 9000            | 1800           | 9000                          | 260000     | 150000     | 80000      | 40000      | 5000       | 3000       | 3000      | 2000      |
| 2018                                                                                | 10000           | 3000           | 10000                         | /          | /          | 170000     | 100000     | 51000      | 2000       | 1000      | 24000     |
| 2019                                                                                | 10000           | 2000           | 30000                         | /          | /          | 90000      | 110000     | 85000      | 20000      | 1000      | 12000     |
| 2020                                                                                | 12000           | 2000           | 10000                         | /          | /          | 50000      | 45000      | 20000      | 20000      | 1000      | 14000     |
| 2021                                                                                | 10000           | 1500           | 6000                          | /          | /          | 60000      | 50000      | 35000      | 20000      | 1000      | 25000     |
| 2022                                                                                | 10000           | 2500           | 8000                          | *          | *          | 49979500   | 36979500   | 29979500   | 19979500   | 979500    | 24979500  |
| 2023                                                                                | 10000           | 4000           | 9000                          | *          | *          | 69977000   | 49977000   | 36977000   | 19977000   | 977000    | 21977000  |
| 2024                                                                                | 8000            | 4000           | 7000                          | *          | *          | 99981000   | 49981000   | 49981000   | 19981000   | 39981000  | 59981000  |
| / = non emessa, ? = finora sconosciuto, * = emessa solo nelle divisionali ufficiali |                 |                |                               |            |            |            |            |            |            |           |           |

## 2 euro commemorativi
| Immagine | Anno | Tema                                                                                 | Tiratura | Emissione         | Incisore                  |
| -------- | ---- | ------------------------------------------------------------------------------------ | -------- | ----------------- | ------------------------- |
|          | 2004 | 50º anniversario dell'istituzione del Programma alimentare mondiale                  | 16000    | 14 dicembre 2004  | Uliana Pernazza           |
|          | 2005 | 1º anniversario della firma della Costituzione europea                               | 18000    | 31 ottobre 2005   | Maria Carmela Colaneri    |
|          | 2006 | XX Giochi olimpici invernali di Torino                                               | 40000    | 10 febbraio 2006  | Maria Carmela Colaneri    |
|          | 2007 | 50º anniversario della firma dei Trattati di Roma (emissione comune)                 | 5000     | 25 marzo 2007     | Luc Luycx                 |
|          | 2008 | 60º anniversario della Dichiarazione universale dei diritti umani                    | 2500000  | 10 dicembre 2008  | Maria Carmela Colaneri    |
|          | 2009 | 10º anniversario dell'UEM (emissione comune)                                         | 1950000  | 26 marzo 2009     | Georgios Stamatopoulos    |
|          | 2009 | 200º anniversario dalla nascita di Louis Braille                                     | 1950000  | 18 dicembre 2009  | Maria Carmela Colaneri    |
|          | 2010 | 200º anniversario della nascita di Camillo Benso di Cavour                           | 4000     | 9 dicembre 2010   | Claudia Momoni            |
|          | 2011 | 150º anniversario dell'unità d'Italia                                                | 10000    | 22 aprile 2011    | Ettore Lorenzo Frapiccini |
|          | 2012 | 10º anniversario della circolazione di banconote e monete in euro (emissione comune) | 15000    | 20 marzo 2012     | Helmut Andexlinger        |
|          | 2012 | 100º anniversario della morte di Giovanni Pascoli                                    | 15000    | 2 luglio 2012     | Maria Carmela Colaneri    |
|          | 2013 | 200º anniversario della nascita di Giuseppe Verdi                                    | 10000    | 20 maggio 2013    | Maria Carmela Colaneri    |
|          | 2013 | 700º anniversario della nascita di Giovanni Boccaccio                                | 10000    | 25 luglio 2013    | Roberto Mauri             |
|          | 2014 | 200º anniversario della fondazione dell'Arma dei Carabinieri                         | 6500000  | 25 marzo 2014     | Luciana De Simoni         |
|          | 2014 | 450º anniversario della nascita di Galileo Galilei                                   | 6500000  | 21 novembre 2014  | Claudia Momoni            |
|          | 2015 | Expo 2015 di Milano                                                                  | 3500000  | 27 aprile 2015    | Maria Grazia Urbani       |
|          | 2015 | 750º anniversario della nascita di Dante Alighieri                                   | 3500000  | 26 giugno 2015    | Silvia Petrassi           |
|          | 2015 | 30º anniversario della Bandiera europea (emissione comune)                           | 995000   | 9 novembre 2015   | Georgios Stamatopoulos    |
|          | 2016 | 550º anniversario della morte di Donatello                                           | 1500000  | 29 aprile 2016    | Claudia Momoni            |
|          | 2016 | 2200º anniversario della morte di Tito Maccio Plauto                                 | 1500000  | 16 maggio 2016    | Luciana De Simoni         |
|          | 2017 | 400º anniversario del completamento della Basilica di San Marco a Venezia            | 1500000  | 21 giugno 2017    | Luciana De Simoni         |
|          | 2017 | 2000º anniversario della morte di Tito Livio                                         | 1500000  | 20 novembre 2017  | Claudia Momoni            |
|          | 2018 | 70º anniversario della Costituzione italiana                                         | 4000     | 13 agosto 2018    | Uliana Pernazza           |
|          | 2018 | 60º anniversario dell'istituzione del Ministero della salute                         | 3000     | 19 novembre 2018  | Silvia Petrassi           |
|          | 2019 | 500º anniversario della morte di Leonardo da Vinci                                   | 3000     | 14 giugno 2019    | Maria Angela Cassol       |
|          | 2020 | 150º anniversario della nascita di Maria Montessori                                  | 3000     | 9 giugno 2020     | Luciana De Simoni         |
|          | 2020 | 80º anniversario della fondazione del Corpo nazionale dei vigili del fuoco           | 3000     | 14 settembre 2020 | Luciana De Simoni         |
|          | 2021 | 150º anniversario dell'istituzione di Roma capitale d'Italia                         | 3000     | 16 agosto 2021    | Uliana Pernazza           |
|          | 2021 | Operatori sanitari                                                                   | 3000     | 19 novembre 2021  | Claudia Momoni            |
|          | 2022 | 170º anniversario della Polizia di Stato                                             | 3000     | 6 aprile 2022     | Annalisa Masini           |
|          | 2022 | 30º anniversario della morte di Giovanni Falcone e Paolo Borsellino                  | 3000     | 17 maggio 2022    | Valerio De Seta           |
|          | 2022 | 35º anniversario dell'istituzione del Progetto Erasmus (emissione comune)            | 3000     | 1º luglio 2022    | Joaquin Jimenez           |
|          | 2023 | 100º anniversario dell'Aeronautica Militare                                          | 3000     | 21 marzo 2023     | Valerio de Seta           |
|          | 2023 | 150º anniversario della scomparsa di Alessandro Manzoni                              | 3000     | 21 maggio 2023    | Antonio Vecchio           |
|          | 2024 | 250º anniversario della fondazione del Corpo della Guardia di Finanza                | 3000     | 12 marzo 2024     | Marta Bonifacio           |
|          | 2024 | Rita Levi-Montalcini                                                                 | 3000     | 22 aprile 2024    | Silvia Petrassi           |
|          | 2025 | Giubileo del 2025                                                                    | 3000     | 5 febbraio 2025   | Claudia Momoni            |

## Il costo di produzione
Il costo per creare una moneta da un centesimo di euro superava il valore nominale della stessa. Questo ammontava, infatti, a 4,5 centesimi. Anche per la produzione della moneta da due centesimi si spendeva una somma superiore al valore della stessa: 5,2 centesimi.

## Errori di conio
- Nel 1999, in seguito a un errore tecnico, 1179335 pezzi da 20 centesimi vennero coniati con millesimo 1999, anziché con il 2002 previsto dal decreto di emissione. L'errore di conio fu scoperto poco dopo e l'allora direttore della Zecca Nicola Ielpo dispose l'immediata deformazione dell'intero lotto; durante l'operazione di tranciatura, ignoti riuscirono comunque a trafugare e mettere in circolo un numero imprecisato di monete, passibili di sequestro da parte della Guardia di Finanza in quanto proprietà esclusiva dello Stato;[25]
- Nel 2002 la Zecca di Stato italiana coniò erroneamente il retro di un centinaio di monete da un centesimo con la Mole Antonelliana (che invece andava correttamente su quelle da 2 centesimi), anziché il monumento di Castel del Monte, in Puglia. Ognuna di queste monete è stata valutata dai numismatici più di 2500 €.[26]